# Giovanni Palamara
Giovanni Palamara (Reggio Calabria, 29 ottobre 1938 – Reggio Calabria, 4 marzo 2017) è stato un politico e avvocato italiano.

## Biografia
Fu un esponente di spicco del Partito Socialista reggino negli anni ottanta, fu consigliere comunale, vicesindaco e poi sindaco di Reggio Calabria (1984-'85); consigliere regionale, vicepresidente del Consiglio regionale della Calabria e assessore alla forestazione della Giunta regionale della Calabria.
Fu coinvolto in numerose inchieste che interessavano i rapporti tra politica e criminalità, tra cui anche l'uccisione di Lodovico Ligato. 
Le inchieste che riguardavano i rapporti mafia - politica non portarono ad alcuna sentenza di condanna. Il processo che vide coinvolti esponenti politici reggini per associazione a delinquere di stampo mafioso, il cosiddetto "comitato d'affari" dopo un processo durato ben 10 anni, vide lo stesso PM dr. Mollace formulare una richiesta di assoluzione ed il Tribunale, presieduto dalla dr.ssa Campagna, emettere per tutti i politici, e quindi anche per il Palamara, sentenza di assoluzione "perché il fatto non sussiste". Per quanto riguarda il coinvolgimento circa l'omicidio dell'on. Ligato, il procuratore non richiese neanche il rinvio a giudizio ma il non luogo a procedere per l'ex sindaco Pietro Battaglia, Franco Quattrone, Giuseppe Nicolò e Giovanni Palamara. Il 27 maggio del 1994, dopo che la Cassazione aveva già annullato la misura cautelare emessa nei loro confronti, il Gip di Reggio Calabria pronunzierà la sentenza di non luogo a procedere per Battaglia, Quattrone, Nicolò e Palamara.